# ITM반도체
주식회사 ITM반도체(영어: ITM Semiconductor)는 대한민국의 2차전지 보호회로 기업이다.